# أنتي بوليتش
أنتي بوليتش (بالكرواتية: Ante Puljić)‏ (مواليد 5 نوفمبر 1987 في موستار) هو لاعب كرة قدم كرواتي يجيد اللعب كمدافع لعب سابقاً لنادي الفيصلي السعودي.

## روابط خارجية
- أنتي بوليتش على موقع الاتحاد الأوربي (الإنجليزية)
- أنتي بوليتش على موقع اتحاد كرواتيا (الكرواتية)
- أنتي بوليتش على موقع قاعدة بيانات كرة القدم.إي يو (الإنجليزية)
- أنتي بوليتش على موقع Soccerway.com (الإنجليزية)
- أنتي بوليتش على موقع عالم كرة القدم.نت (الإنجليزية)
- أنتي بوليتش على موقع AS.com (الإسبانية)